# 빠담빠담… 그와 그녀의 심장박동소리
《빠담빠담… 그와 그녀의 심장박동소리》는 JTBC에서 2011년 12월 5일부터 2012년 2월 7일까지 방영된 드라마 스페셜이다.

## 줄거리
살인누명을 쓰고 16년 만에 출소한 양강칠(정우성 분), 지극히 현실적이고 스스로에게는 이기적인 정지나(한지민 분), 그리고 이 둘의 운명을 지켜주려는 인간적인 천사 이국수(김범 분)의 기적 같은 사랑을 그려나가는 작품이다.

## 등장 인물

### 주요 인물
- 정우성 : 양강칠 역 (아역 이은형)
- 한지민 : 정지나 역 (아역 김소현)
- 김범 : 이국수 역

### 주변 인물
- 나문희 : 강칠의 어머니 역
- 장항선 : 정민식 역 - 형사, 지나의 아버지
- 이재우 : 김영철 역
- 김민경 : 민효숙 역
- 최태준 : 임정 역
- 김규철 : 주 검사 역
- 김준성 : 박창걸 역 - 검사
- 김형범 : 오용학 역
- 이정용
- 조양자 : 생선 좌판 아줌마 역
- 장원영 : 태민 역
- 여호민
- 박정우 : 진구 역
- 최승경 : 민식의 동료 형사 역
- 하용진
- 박철현
- 최문경

### 그 외
- 고정민 : 임정 엄마의 친구 역
- 박상현 : 어린 양강우 역 - 강칠의 형

### 특별 출연
- 윤주상 : 김 교위 역
- 전국환 : 박주석 역 - 판사, 찬걸의 아버지
- 김성령 : 지나의 어머니 역

## 시청률
최저 시청률과 최고 시청률은 시청률 조사회사와 지역별로 시청률에 차이가 있을 수 있습니다.
| 2011년 | 2011년    | 2011년                    |
| 회차   | 방송일    | AGB 시청률 대한민국(전국) |
| ------ | --------- | ------------------------- |
| 제1회  | 12월 5일  | 1.6%                      |
| 제2회  | 12월 6일  | 1.5%                      |
| 제3회  | 12월 12일 | 1.6%                      |
| 제4회  | 12월 13일 | 1.4%                      |
| 제5회  | 12월 19일 | 2.1%                      |
| 제6회  | 12월 20일 | 1.8%                      |
| 제7회  | 12월 26일 | 2.0%                      |
| 제8회  | 12월 27일 | 2.1%                      |
| 2012년 |           |                           |
| 제9회  | 1월 2일   | 1.7%                      |
| 제10회 | 1월 3일   | 1.4%                      |
| 제11회 | 1월 9일   | 1.4%                      |
| 제12회 | 1월 10일  | 1.4%                      |
| 제13회 | 1월 16일  | 1.8%                      |
| 제14회 | 1월 17일  | 1.5%                      |
| 제15회 | 1월 23일  | 1.2%                      |
| 제16회 | 1월 24일  | 1.4%                      |
| 제17회 | 1월 30일  | 1.4%                      |
| 제18회 | 1월 31일  | 1.8%                      |
| 제19회 | 2월 6일   | 1.6%                      |
| 제20회 | 2월 7일   | 1.8%                      |

## 사운드 트랙

### 1부
| #            | 제목                     | 작곡         | 가수         | 재생 시간 |
| ------------ | ------------------------ | ------------ | ------------ | --------- |
| 1.           | 〈살기 위해서〉          | 오성훈       | 노을         | 3:54      |
| 2.           | 〈살기 위해서〉 (연주곡) | 오성훈       | 노을         | 3:54      |
| 총 재생 시간 | 총 재생 시간             | 총 재생 시간 | 총 재생 시간 | 7:48      |

### 2부
| #            | 제목                            | 가수         | 재생 시간 |
| ------------ | ------------------------------- | ------------ | --------- |
| 1.           | 〈그대 바보〉 (연주곡)          | 제아         | 3:08      |
| 2.           | 〈그대 바보〉 (Various Artists) | 제아         | 3:08      |
| 총 재생 시간 | 총 재생 시간                    | 총 재생 시간 | 6:16      |

### 3부
| #            | 제목                | 가수         | 재생 시간 |
| ------------ | ------------------- | ------------ | --------- |
| 1.           | 〈가지마〉          | 환희         | 4:07      |
| 2.           | 〈가지마〉 (연주곡) | 환희         | 4:07      |
| 총 재생 시간 | 총 재생 시간        | 총 재생 시간 | 8:14      |

### 4부
| #            | 제목                       | 가수         | 재생 시간 |
| ------------ | -------------------------- | ------------ | --------- |
| 1.           | 〈사랑이 옳아요〉          | 김연지       | 4:13      |
| 2.           | 〈사랑이 옳아요〉 (연주곡) | 김연지       | 4:13      |
| 총 재생 시간 | 총 재생 시간               | 총 재생 시간 | 8:26      |

## 경쟁 프로그램
- 컬러 오브 우먼 (채널A, 2011년 12월 5일 ~ 2012년 2월 7일)